# Moisés Naím
Moisés Naím (né en 1952 a Tripoli, en Libye) est un homme politique et éditorialiste vénézuélien pour Foreign Policy, La Repubblica et El País. Il est considéré comme l'inventeur du terme « minilatéralisme », décrivant un multilatéralisme en petit groupe comme plus efficace et comme évolution inévitable du multilatéralisme.

## Récompenses
- 1985 : Ordre d'Andres Bello de la république du Venezuela.
- 1990 : François Mitterrand, le décore de l'ordre national du Mérite au grade de grand officier.
- 1991 : Francesco Cossiga, le président italien le décore de l'ordre national du Mérite, au grade de « Commendatore ».
- 2003 : l'Argentine, le décore de l'ordre de Mai au grade de commandeur.
- 2011 : Prix Ortega y Gasset[2]
- 2013 : Doctorat honoris causa de 'American University.
- 2014 : l'Institut Gottlieb Duttweiler le classe parmi les 100 personnes les plus influentes du monde.

### Articles
- (en) Moises Naim, « Minilateralism » , sur foreignpolicy.com, 21 juin 2009 (consulté le 31 décembre 2023)
- "The Most Important Alliance You've Never Heard of." The Atlantic. February 17, 2014
- "The Message of Protests." Bloomberg Businessweek. June 27, 2014
- "Hugo Chavez, RIP: He Empowered the Poor and Gutted Venezuela." Bloomberg Businessweek. March 5, 2013.
- "Mafia States: Organized Crime Takes Office." Foreign Affairs. May/June 2012.
- "Rogue Aid." Foreign Policy. March 1, 2007.
- "Five Wars of Globalization." Foreign Policy. January 1, 2003.
- "The Real Story Behind Venezuela's Woes." Journal of Democracy. 2001.
- "Washington Consensus or Washington Confusion?" Foreign Policy. Spring 2000.
- "Latin America: Post Adjustment Blues." Foreign Policy. 1995.
- Weekly column in El Pais
- Weekly column in Slate.fr
- Weekly column in The Atlantic